# Dendrobium oppositifolium
Dendrobium oppositifolium är en orkidéart som först beskrevs av Friedrich Fritz Wilhelm Ludwig Kraenzlin, och fick sitt nu gällande namn av Nicolas Hallé. Dendrobium oppositifolium ingår i släktet Dendrobium, och familjen orkidéer.
Artens utbredningsområde är Nya Kaledonien. Inga underarter finns listade i Catalogue of Life.